# Ancienne mine Lamaque
L'ancienne mine Lamaque est une mine d'or située à Val-d'Or qui a été en exploitation entre 1934 et 1989. Dès 1938, elle est reconnue comme étant la mine ayant le gisement aurifère le plus riche et son exploitation dure sur une cinquantaine d'années. Sa création permet aussi l'établissement des villes de Bourlamaque et de Val-d'Or et la construction de route, de voie ferrée et d'un réseau électrique vers la nouvelle région minière. À la suite de la fermeture, quelques bâtiments sont démantelés dont l'usine de traitement et le château d'eau. Le milieu se mobilise pour la protection du site. La Ville de Val-d'Or en fait l’acquisition et cède le site à la Corporation du Village minier de Bourlamaque, qui aménage l'ancienne mine en musée. La ville de Val-d'Or cite la mine comme site patrimonial en 2008. Le ministère de la Culture et des Communications classe le site en 2010.

## Histoire

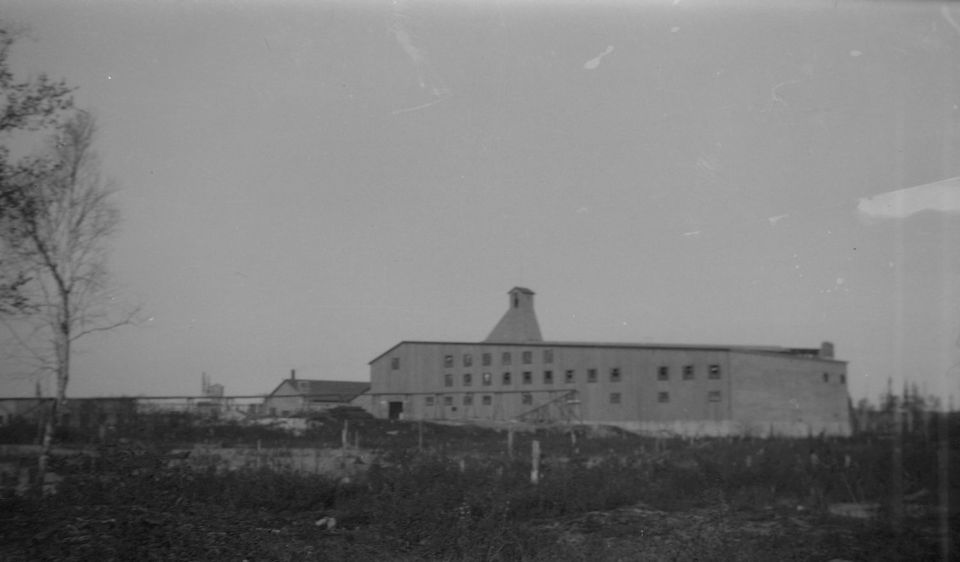
Mine Lamaque en 1935.

En 1923, le guide algonquin Gabriel Commanda, qui est originaire de Kitigan Zibi, décèle des indices de présence d'or près du lac Blouin, dans la région de ce qui sera Val-d'Or. Il en informe le prospecteur américain Robert C. Clark, lequel confirmera la présence de quartz aurifère. Il jalonnera une propriété de 600 acres (243 ha) qu'il enregistre au Bureau des mines d'Amos sous le numéro de concession ML 2053A, qui sera le cœur de la Mine,,. La propriété est acquise par le New-Yorkais William A. Read en 1924. Ce dernier intensifie l'exploration minière ce qui permet de découvrir plusieurs veines. En 1928, il s'associe à l'homme d'affaires et député de l'Abitibi Hector Authier pour former la Authier-Read Mines Limited. La crise de 1929 suspend cependant les activités d'exploration.
Le gouvernement américain fixe le prix de l'once d'or à 35 $ US en janvier 1934, soit une augmentation de 70% par rapport au prix précédent, rendant les découvertes de la région de Val-d'Or plus attrayantes pour les grands groupes miniers. Les activités d'exploration reprennent en 1932 quand la Authier-Read Mines Limited s'associe avec la compagnie américaine  Teck-Hughes Gold Mines Limited qui exploite une mine d'or à Kirkland Lake.   La nouvelle compagnie est incorporée sous le nom de Lamaque Gold Mines Limited en 1933 et le site minier est agrandi à 2 452 acres (992 ha) par l’acquisition de concessions voisines. L'exploration étant concluante, c'est au cours de l'été 1934 que débute l'exploitation de la mine, par la construction d'un camp minier de 260 travailleurs et de nombreux bâtiments, la connexion au réseau électrique du site. La mine fait partie de nombreuses mines dans la région immédiate, qui débute par l'ouverture de la mine Siscoe en 1929, laquelle sera suivie par les mines Greene-Stabell et Sullivan avant 1934, la mine Lamaque en 1935, les mines Perron et Shawkey en 1936 et la mine Sigma en 1937.
La municipalité du village de Bourlamaque est constituée le 20 avril 1934. La mine débute sa production en 1935. Juste à côté, le village comprend 59 maisons unifamiliales en bois rond pour les ouvriers et 12 autres bâtiments en ossature de bois pour les cadres de la mine, les visiteurs, ainsi qu'un hôpital. Val-d'Or est relié à Amos par la route en octobre 1935, par chemin de fer à Senneterre le 29 novembre 1937 et à Rouyn le 3 décembre 1938 et par la route à Montréal le 25 septembre 1940. Le développement du réseau de transport permet, de désenclaver l'Abitibi et de diminuer en partie l'influence économique de Toronto sur la région. La population de Val-d'Or–Bourlamaque monte en flèche passant de presque personne en 1933 à 11 541 habitants en 1951.